# Delaila Amega
Delaila Amega (* 21. September 1997 in Heerhugowaard) ist eine ehemalige niederländische Handballspielerin, die dem Kader der niederländischen Nationalmannschaft angehörte. Mittlerweile ist sie als Handballtrainerin tätig.

## Karriere
Delaila Amega begann das Handballspielen in ihrer Geburtsstadt bei Handbalvereniging Tornado. Nachdem die Rückraumspielerin anschließend für Westfriesland SEW aufgelaufen war, schloss sie sich im Jahre 2014 Virto/Quintus an. Ab der Saison 2016/17 stand sie beim deutschen Bundesligisten TuS Metzingen unter Vertrag. Mit Metzingen stand sie in der Saison 2016/17 im Finale des DHB-Pokals. Zur Saison 2020/21 wechselte sie zum Ligakonkurrenten Borussia Dortmund. Mit Dortmund gewann sie 2021 die deutsche Meisterschaft. Im Juni 2021 erlitt sie ihren dritten Kreuzbandriss innerhalb von zweieinhalb Jahren. Im August 2022 verkündete sie ihr Karriereende.
Amega lief anfangs für die niederländische Jugend- und Juniorinnennationalmannschaft auf. Mit diesen Auswahlmannschaften nahm sie an der U-17-Europameisterschaft 2013 und an der U-18-Weltmeisterschaft 2014 teil. Am 27. September 2017 gab sie ihr Debüt für die niederländische Nationalmannschaft. Mit der niederländischen Auswahl gewann sie die Bronzemedaille bei der Europameisterschaft 2018. Bei der Weltmeisterschaft 2019 gewann sie im Finale gegen die spanische Auswahl den WM-Titel.
Amega übernahm nach ihrem Karriereende das Traineramt der 2. Mannschaft von VOC Amsterdam, die unter ihrer Leitung 2023 die Meisterschaft der Eerste Divisie, die zweithöchste niederländische Spielklasse, gewann.